# Aroa nigripicta
Aroa nigripicta är en fjärilsart som beskrevs av Holland 1893. Aroa nigripicta ingår i släktet Aroa och familjen tofsspinnare. Inga underarter finns listade i Catalogue of Life.